# Turn Blue
| Recensione | Giudizio |
| ---------- | -------- |
| AllMusic   |          |

Turn Blue è l'ottavo album in studio del duo statunitense The Black Keys, pubblicato il 13 maggio 2014.

## Descrizione
Il disco è stato registrato tra il gennaio 2013 ed il febbraio 2014 in diverse città degli Stati Uniti ed in diverse sessioni: per la maggior parte Turn Blue è stato registrato a Hollywood, in California, tra il luglio e l'agosto 2013, mentre altre sessioni sono state condotte a Benton Harbor (Michigan) e Nashville nei primi mesi del 2014.
La produzione del disco è stata curata dai Black Keys con Danger Mouse: si tratta della quarta collaborazione tra questi artisti.
Il titolo si riferisce ad uno slogan usato da Ghoulardi, alter ego horror del conduttore televisivo degli anni '60 Ernie Anderson.
L'album è stato annunciato il 21 marzo 2014 via Twitter dall'ex pugile Mike Tyson e da una serie di video pubblicati su YouTube ai quali ha partecipato l'attore Micah Fitzgerald, nei panni di un ipnotizzatore.
La copertina è stata disegnata da Michael Carney, art-director del gruppo e fratello di Patrick.
Il primo singolo estratto dal disco è stato Fever, diffuso il 24 marzo 2014.
Un secondo brano, la title track Turn Blue, è stato pubblicato come singolo il 14 aprile seguente.
Il 30 giugno 2014 è stato pubblicato il terzo singolo Bullet in the Brain, mentre il 19 agosto successivo il quarto singolo Gotta Get Away.
Il 27 gennaio 2015 è stato pubblicato il quinto singolo Weight of Love.

## Tracce
Testi e musiche di Dan Auerbach, Patrick Carney, and Brian "Danger Mouse" Burton.
1. Weight of Love – 6:50
2. In Time – 4:28
3. Turn Blue – 3:42
4. Fever – 4:06
5. Year in Review – 3:48
6. Bullet in the Brain – 4:15
7. It's Up to You Now – 3:10
8. Waiting on Words – 3:37
9. 10 Lovers – 3:33
10. In Our Prime – 4:38
11. Gotta Get Away – 3:02

## Formazione
Gruppo
- Dan Auerbach – voce, chitarre, basso, tastiere, altri strumenti
- Patrick Carney – batteria, tastiere, percussioni, altri strumenti

Collaboratori principali
- Brian Burton – tastiere, piano
- Regina, Ann e Alfreda McCrary – cori

## Classifiche
| Classifica (2014) | Posizione massima |
| ----------------- | ----------------- |
| Australia         | 1                 |
| Austria           | 5                 |
| Belgio (Fiandre)  | 4                 |
| Belgio (Vallonia) | 8                 |
| Canada            | 1                 |
| Danimarca         | 6                 |
| Francia           | 4                 |
| Germania          | 6                 |
| Irlanda           | 3                 |
| Italia            | 6                 |
| Nuova Zelanda     | 2                 |
| Paesi Bassi       | 5                 |
| Regno Unito       | 2                 |
| Stati Uniti       | 1                 |